# Красновське сільське поселення (Тарасовський район)
Красновське сільське поселення — муніципальне утворення в Тарасовському районі Ростовської області. 
Адміністративний центр поселення — хутір Верхній Митякін.
Населення - 3035 осіб (2010 рік).

## Географія
Красновське сільське поселення розташоване на північному заході Тарасовського району у долині лівої притоки Сіверського Дінця річки Митякинки.
На території Красновського сільського поселення:
- балки: Дев'яткина, Гнила, Грачева, Біла, Кисла, Колодязна, Красновська, Рязанцева, Тернова, Куркинська;
- кургани: Грачев, Красновська Могила, Греков;
- залізничні зупинні пункти: 140 км, Сутурмино, 145 км, 149 км, 152 км, Красновка, 166 км, 173 км, 175 км.

## Адміністративний устрій
До складу Красновського сільського поселення входять:
- хутір Верхній Митякін - 818 осіб (2010 рік);
- селище Верхньотарасовський - 365 осіб (2010 рік);
- селище Весняний - 468 осіб (2010 рік);
- хутір Донецький - 73 особи (2010 рік);
- хутір Красновка - 388 осіб (2010 рік);
- хутір Нижньомитякін - 879 осіб (2010 рік);
- роз'їзд Сутормино - 7 осіб (2010 рік);
- селище Холми - 19 осіб (2010 рік).